# Strychnos solerederi
Strychnos solerederi är en tvåhjärtbladig växtart som beskrevs av Ernest Friedrich Gilg. Strychnos solerederi ingår i släktet Strychnos och familjen Loganiaceae. Inga underarter finns listade i Catalogue of Life.